# Dicoma
Dicoma là một chi thực vật có hoa trong họ Cúc (Asteraceae).

## Loài
Chi Dicoma gồm các loài: